# Titularbistum Cunga Féichin
Cunga Féichin (neu-ir.: Conga Fheichín, engl.: Cong) ist ein Titularbistum der römisch-katholischen Kirche.
Es geht zurück auf ein ehemaliges Bistum das in Connacht (Irland) lag (Sitz in Cong). Es gehörte der Kirchenprovinz Tuam an.
| Titularbischöfe von Cunga Féichin |                  |                                         |                  |                 |
| Nr.                               | Name             | Amt                                     | von              | bis             |
| 1                                 | Joseph S. Thumma | Koadjutorbischof in Vijayawada (Indien) | 2. Januar 1970   | 23. Januar 1971 |
| 2                                 | David Cremin     | Weihbischof in Sydney (Australien)      | 25. Oktober 1973 | 19. April 2025  |